# Annona nipensis
Annona nipensis är en kirimojaväxtart som beskrevs av Brother Alain. Annona nipensis ingår i släktet annonor, och familjen kirimojaväxter. Inga underarter finns listade i Catalogue of Life.